# Michael Kranebitter
Michael Kranebitter (* 16. Januar 1982 in Innsbruck) ist ein österreichischer Opern-, Konzert- und Liedsänger (Bariton).

## Leben
Michael Kranebitter sammelte erste musikalische und solistische Erfahrungen bei den Wiltener Sängerknaben in seiner Heimatstadt Innsbruck. Er studierte bei Gabriele Fuchs, Sylvia Greenberg, Christian Gerhaher und Helmut Deutsch an der Hochschule für Musik und Theater München und besuchte in dieser Zeit mehrere Meisterkurse (u. a. bei Brigitte Fassbaender, Thomas Hampson, Christian Gerhaher, Margreet Honig, Eytan Pessen).
Gastengagements führten ihn an zahlreiche europäische Opernhäuser, darunter die Dresdner Semperoper, die Staatsoper Unter den Linden Berlin, das Teatro dell’Opera di Roma, das Teatro Verdi di Salerno, das Tiroler Landestheater Innsbruck, das Staatstheater am Gärtnerplatz München, das Prinzregententheater München, die Stadttheater in Fürth und Ingolstadt sowie zu den Innsbrucker Festwochen der Alten Musik. Im September 2017 debütierte er an der Opéra Bastille in Paris als Kromow in der Operette Die lustige Witwe von Franz Lehár an der Seite von Thomas Hampson.
Als Konzertsänger ist Michael Kranebitter unter anderem in Bachs Oratorien und Kantaten, Händels Messiah, Mozarts Requiem, Mendelssohns Oratorien Paulus und Elias sowie in Brahms’ Ein deutsches Requiem zu hören.
Michael Kranebitter ist mit der Sopranistin Marie-Sophie Pollak verheiratet und lebt in der Nähe von München in Rott am Lech.

## Partien (Auswahl)
- Wolfgang Amadeus Mozart: Le nozze di Figaro – Figaro
- Wolfgang Amadeus Mozart: Così fan tutte – Guglielmo
- Wolfgang Amadeus Mozart: Don Giovanni – Don Giovanni
- Wolfgang Amadeus Mozart: Die Zauberflöte – Papageno
- Pjotr Iljitsch Tschaikowski: Eugen Onegin – Eugen Onegin
- Georges Bizet: Carmen – Escamillo
- Reinhard Keiser: Fredegunda – Sigibert